# Ideopsis krakatauae
Ideopsis krakatauae är en fjärilsart som beskrevs av Dudley Moulton 1921. Ideopsis krakatauae ingår i släktet Ideopsis och familjen praktfjärilar. Inga underarter finns listade i Catalogue of Life.